# Mers Sultan
Mers Sultan (arabiska: مرس السلطان) är ett arrondissement i Casablanca i Marocko. Antalet invånare var 129 759 vid folkräkningen 2014.